# Województwo zielonogórskie (1950–1975)
Województwo zielonogórskie – jedno z 17 województw istniejących w Polsce w latach 1950–1975, położone w zachodniej części kraju. Graniczyło z 3 województwami: od północy ze szczecińskim, od wschodu z poznańskim, od południa z wrocławskim, a od zachodu z NRD.
Województwo zielonogórskie zostało utworzone 6 lipca 1950 z zachodniej części województwa poznańskiego (powiaty: babimojski – przemianowany później na sulechowski, gorzowski, gubiński – zniesiony w 1962 r., krośnieński, międzyrzecki, rzepiński – przemianowany później na słubicki, skwierzyński – zniesiony w 1962 r., strzelecki, sulęciński, świebodziński, wschowski, zielonogórski), oraz północnej części województwa wrocławskiego (powiaty: głogowski, kożuchowski – przemianowany później na nowosolski, szprotawski, żarski, żagański). Ponad 40% ówczesnych mieszkańców stanowili przymusowi polscy wysiedleńcy z Kresów Wschodnich, pozostali pochodzili głównie z województwa poznańskiego (ponad 20%).
Województwo o powierzchni 14 580 km² (13 miejsce, 4,7% powierzchni kraju) i ludności 865 700 mieszkańców w 1967 r. (885 000 mieszkańców w 1970 r.). Województwo obejmowało obszar zbliżony do obecnego województwa lubuskiego. W 1967 r. podzielone było na 2 powiaty grodzkie (Gorzów Wielkopolski i Zielona Góra) oraz 16 powiatów ziemskich, których siedzibami były: Głogów, Gorzów Wielkopolski, Krosno Odrzańskie, Lubsko, Międzyrzecz, Nowa Sól, Słubice, Strzelce Krajeńskie, Sulechów, Sulęcin, Szprotawa, Świebodzin, Wschowa, Zielona Góra, Żagań i Żary.
W 1975 r. z południowej części dotychczasowego województwa zielonogórskiego utworzono nowe, mniejsze województwo zielonogórskie, a z północnej – województwo gorzowskie.

## Charakterystyka
Warunki geograficzne – województwo zielonogórskie położone było w środkowym dorzeczu Odry. Północno środkową część województwa stanowiły jednostki fizyczno-geograficzne zaliczane do regionu Pojezierzy Południowobałtyckich: południowy skraj Pojezierza Zachodniopomorskiego, zachodnia część Pradoliny Noteckiej (Kotlina Gorzowska), zachodnia część Pojezierza Wielkopolskiego (Pojezierze Lubuskie), zachodnia część Pradoliny Warciańsko-Odrzańskiej, zachodnia część Wzniesień Gubińsko-Żerkowskich (Wzniesienia Gubińskie, Wał Zielonogórski, Nowosolski Przełom Odry, Pojezierze Sławskie). Część Południową województwa zielonogórskiego znajdowała się na obszarze Nizin Środkowopolskich i obejmowała zachodni skrawek Niziny Południowowielkopolskiej (Pradolina Zasiecko-Nowosolska, prawie w całości Pradolina Głogowska, zachodnia część Wysoczyzny Leszczyńskiej), zachodnia część Wału Trzebnickiego (Wzniesienie Żarskie, Wzgórza Dalkowskie) i północno-zachodnia część Niziny Śląskiej (północny skraj Borów Dolnośląskich). Dla krajobrazu województwa zielonogórskiego charakterystyczny był wytworzony w wyniku ostatniego zlodowacenia układ naprzemianległych obniżeń typu pradolin i pasów wysoczyznowych. Najniższym punktem województwa zielonogórskiego było ujście Warty do Odry (13 m n.p.m.), najwyższe wzniesienia przekraczały 200 m n.p.m. (do 230 m na południe od Głogowa).
Gleby – województwo zielonogórskie leżało na obszarze składającym się głównie z gleb bielicowych i brunatnych wytworzonych z piasków słabo gliniastych i gliniastych. W okolicach Głogowa znajdował się niewielki obszar żyznych gleb brunatnych wytworzonych z utworów pyłowych wodnego pochodzenia. Wzdłuż rzek – mady; miejscami występowały płaty gleb bagiennych.
Bogactwa naturalne – przed II Wojną Światową na terenie województwa zielonogórskiego wydobywano wyłącznie węgiel brunatny (okolice Żar − Łuk Mużakowa, Słubic i Sulęcina − KWB Sieniawa), glinę, iły, żwiry i piaski. Po 1945 roku odkryto nowe bogactwa: w 1957 r. rudę miedzi (Lubińsko-Głogowskie Zagłębie Miedziowe); w 1961 r. ropę naftową (rejon Krosna Odrzańskiego); w 1963 gaz ziemny (okolice Nowej Soli).
Średnia temperatura – województwo zielonogórskie znajdowało się w jednym z cieplejszych obszarów Polski; średnia temperatura w lipcu wynosiła ok. 18 °C, w styczniu −1 °C, –1,5 °C (jeden z cieplejszych obszarów Polski w zimie); liczba dni mroźnych wahała się od poniżej 30 do 35 dni z przymrozkami od poniżej 100 do ok. 110 dni w roku. Okres wegetacyjny trał od 215 do 220 dni.
Warunki hydrologiczne – roczna suma opadów wahała się od 500 do 650 mm; pokrywa śnieżna zalegała średnio 30-50 dni oraz poniżej 40 dni na południo województwa. Główną rzeką województwa zielonogórskiego była Odra, która w okolicach Kostrzyna nad Odrą przyjmuje swój główny dopływ – Wartę (do Warty uchodziły na terenie województwa Noteć oraz Obra). Na obszarze województwa zielonogórskiego uchodziły do Odry jej największe dopływy sudeckie: Nysa Łużycka i Bóbr; gęsta sieć małych rzek, kanałów i rowów melioracyjnych. Województwo zielonogórskie stanowiło obszar, na którym występowała znacząca liczba jezior naturalnych (głównie polodowcowych). Około 500 jezior miało powierzchnię powyżej 1 ha, w tym 26 miało powierzchnię ponad 100 ha. Największymi jeziorami województwa były: Jezioro Sławskie (828 ha), Osiek (604 ha), Niesłysz (496 ha), Lubikowskie (340 ha). Najgłębszym jeziorem było Jezioro Ciecz k. Łagowa (56 m, pow. 174 ha).
Lesistość – w 1967 r. lasy zajmowały 44,5% powierzchni województwa (największa lesistość wśród województw); 91,4% powierzchni leśnej stanowił drzewostan iglasty, głównie sosnowy (Puszcza Rzepińska, zachodnia część Puszczy Nadnoteckiej, północna część Borów Dolnośląskich). Dla zachowania resztek pierwotnej przyrody do 1967 r. utworzono na terenie województwa zielonogórskiego 10 rezerwatów, w tym 2 faunistyczne.
Gęstość zaludnienia – województwo zielonogórskie należało do najsłabiej zaludnionych województw Polski. W 1967 roku gęstość zaludnienia wynosiła średnio 59 mieszkańców na km², gdzie w Polsce w tym czasie średnia gęstość zaludnienia wynosiła 103 mieszkańców na km². Najgęściej zaludnione były powiaty (nie licząc powiatów miejskich): nowosolski – 99 mieszkańców na km²; żarski – 77mieszkańców na km²; głogowski – 75 mieszkańców na km². Z kolej najrzadziej zaludnione były powiaty: sulęciński – 30 mieszkańców na km²; słubicki – 36 mieszkańców na km²; zielonogórski – 39 mieszkańców na km²; krośnieński – 40 mieszkańców na km² oraz międzyrzecki – 41 mieszkańców na km².
Przyrost naturalny – ludności w 1967 roku wynosił 11,3‰ (w tym samym okresie w Polsce 8,5‰).
Struktura zamieszkania – w 1967 roku, w województwie zielonogórskim, w miastach i osiedlach mieszkało 51,7% ogółu ludności (w tym samym czasie w Polsce wskaźnik ten wynosił 50,3%). Na terenie województwa zielonogórskiego znajdowało się (w 1967 r.) 38 miast i 4 osiedla, z czego 5 miast liczyło powyższej 20 tysięcy mieszkańców. Największymi miastami w tym czasie były (w tys. mieszk.): Gorzów Wielkopolski – 67,7; Zielona Góra – 66,2; Nowa Sól – 30,7; Żary – 28,4 oraz Żagań – 21,1.
Struktura zatrudnienia – w województwie zielonogórskim (w 1967 r.) ludność utrzymująca się głównie z rolnictwa stanowiła 31,0% (w Polsce – 33,5%); ze źródeł pozarolniczych – 69,0% (w Polsce 66,5%); w gospodarce uspołecznionej w 1967 r. zatrudnionych było 264,2 tys. osób, z czego 96,1 tys. w przemyśle.
Oświata – sieć szkół w województwie zielonogórskim na przełomie lat 1967/1968 obejmowała: 871 szkół podstawowych (w tym 734 na wsi); 25 liceów ogólnokształcących; 238 szkół zawodowych (w tym 114 zasadniczych, 7 szkół artystycznych) oraz jedną uczelnię wyższą – Wyższą Szkołę Inżynierską w Zielonej Górze (698 studentów).
Kultura – w 1967 r. na terenie województwa zielonogórskiego działały: 3 teatry; 153 kina; 222 publiczne biblioteki powszechne oraz 7 muzeów.
Charakter województwa – województwo zielonogórskie miało charakter przemysłowo-rolniczy, z dużym udziałem gospodarki leśnej. Przed 1945 rokiem teren województwa był słabo uprzemysłowiony. II Wojna Światowa przyniosła gospodarce województwa poważne zniszczenia; w przemyśle sięgające 80%. Po zakończeniu wojny nastąpiła – kosztem znaczących nakładów inwestycyjnych, odbudowa i rozbudowa przemysłu województwa. Do największych nowych inwestycji należała: budowa zakładów włókien sztucznych i zakłady mechaniczne w Gorzowie Wielkopolskim. fabryka celulozy i papieru w Kostrzynie, zakłady przemysłu elektronicznego w Zielonej Górze, Świebodzinie i Żarach, elektrownia wodna w Dychowie oraz huta miedzi w Głogowie.
Transport – przez województwo przebiegały liczne linie kolejowe, drogi i szlaki rzeczne na Odrze. Do najważniejszych dróg w  województwie należały drogi międzynarodowe E8, E14 i E22. W wielu większych miastach były oddziały PKS. Najbliższe lotniska były w Poznaniu i we Wrocławiu.

## Ludność
Jednym ze źródeł danych na temat ludności województwa pozostaje Narodowy Spis Powszechny z dnia 3 grudnia 1950. Zawiera on m.in. informacje na temat pochodzenia ludności, która po II wojnie światowej zamieszkała na tzw. Ziemiach Odzyskanych. W przypadku województwa zielonogórskiego ludność w 1950 stanowili:
- przesiedleńcy (284 tys.), w tym;
  - 138 tys. z województw bydgoskiego i poznańskiego;
  - 89 tys. z województw kieleckiego, krakowskiego, lubelskiego i rzeszowskiego;
  - 57 tys. z województw łódzkiego i warszawskiego;
- repatrianci ze wschodnich województw przedwojennej Polski (231 tys.);
- reemigranci (16 tys.), w tym;
  - 6 tys. z Niemiec;
  - 3 tys. z Francji;
  - 7 tys. z innych państw europejskich.

| Data                         | Liczba mieszkańców | Liczba mieszkańców | Liczba mieszkańców |
| Data                         | ogółem             | miejska (%)        | wiejska (%)        |
| ---------------------------- | ------------------ | ------------------ | ------------------ |
| 3 XII 1950 (spis powszechny) | 560 613            | 207 924 (37,09%)   | 352 689 (62,91%)   |
| 31 XII 1956                  | 705 tys.           | 301 tys. (42,7%)   | 404 tys. (57,3%)   |
| 1959                         | 770 tys.           | b.d. (47%)         | b.d. (53%)         |
| 6 XII 1960 (spis powszechny) | 782 332            | 381 874 (48,81%)   | 400 458 (51,19%)   |
| 1962                         | 809,4 tys.         | b.d. (49,7%)       | b.d. (50,3%)       |
| 31 XII 1963                  | 825 tys.           | 412 tys. (49,9%)   | 413 tys. (50,1%)   |
| 31 XII 1965                  | 847,2 tys.         | b.d.               | b.d.               |
| 1967                         | 865,7 tys.         | b.d.               | b.d.               |
| 31 XII 1968                  | 876 tys.           | 462 tys. (52,7%)   | 414 tys. (47,3%)   |
| 8 XII 1970 (spis powszechny) | 883 766            | 479 024 (54,2%)    | 404 742 (45,8%)    |
| 31 XII 1971                  | 892,7 tys.         | 489,5 tys. (54,8%) | 403,2 tys. (45,2%) |
| 31 XII 1972                  | 904,7 tys.         | 496,9 tys. (54,9%) | 407,8 tys. (45,1%) |
| 31 XII 1973                  | 916 tys.           | 510 tys. (55,7%)   | 406 tys. (44,3%)   |
| 31 XII 1974                  | 928 tys.           | 522 tys. (56,2%)   | 406 tys. (43,8%)   |

## Podział administracyjny (1967)
| powiat                     | powierzchnia w km² | ludność w tys. | siedziba powiatowej rady narodowej |
| -------------------------- | ------------------ | -------------- | ---------------------------------- |
| Głogowski                  | 733                | 54,6           | Głogów                             |
| Gorzów Wielkopolski miasto | 54                 | 69,7           | –                                  |
| Gorzowski                  | 1450               | 62,6           | Gorzów Wielkopolski                |
| Krośnieński                | 1171               | 46,4           | Krosno Odrzańskie                  |
| Lubski                     | 925                | 39,3           | Lubsko                             |
| Międzyrzecki               | 1155               | 46,9           | Międzyrzecz                        |
| Nowosolski                 | 702                | 69,1           | Nowa Sól                           |
| Słubicki                   | 1042               | 37,9           | Słubice                            |
| Strzelecki                 | 1065               | 45,4           | Strzelce Krajeńskie                |
| Sulechowski                | 736                | 39,8           | Sulechów                           |
| Sulęciński                 | 1118               | 33,9           | Sulęcin                            |
| Szprotawski                | 552                | 38,6           | Szprotawa                          |
| Świebodziński              | 841                | 40,9           | Świebodzin                         |
| Wschowski                  | 686                | 35,4           | Wschowa                            |
| Zielona Góra miasto        | 55                 | 66,2           | –                                  |
| Zielonogórski              | 826                | 32,6           | Zielona Góra                       |
| Żagański                   | 686                | 46,5           | Żagań                              |
| Żarski                     | 779                | 59,9           | Żary                               |

## Podział administracyjny (1973)
Źródło:
| Powiat                        | Powierzchnia (km²) | Liczba ludności 31 XII 1972 | Liczba ludności 31 XII 1972 | Miasta | Miasta                                            | Gminy | Siedziba            |
| Powiat                        | Powierzchnia (km²) | ogółem (tys.)               | na km²                      | ogółem | w tym posiadające wspólną radę narodową z gminami | Gminy | Siedziba            |
| ----------------------------- | ------------------ | --------------------------- | --------------------------- | ------ | ------------------------------------------------- | ----- | ------------------- |
| głogowski                     | 733                | 64                          | 87                          | 1      | 0                                                 | 8     | Głogów              |
| Gorzów Wielkopolski (miejski) | 54                 | 78,4                        | 1463                        | 1      | nd.                                               | nd.   | Gorzów Wielkopolski |
| gorzowski                     | 1450               | 65                          | 45                          | 3      | 0                                                 | 9     | Gorzów Wielkopolski |
| krośnieński                   | 1171               | 47,1                        | 40                          | 2      | 0                                                 | 6     | Krosno Odrzańskie   |
| lubski                        | 923                | 39,2                        | 42                          | 2      | 1                                                 | 7     | Lubsko              |
| międzyrzecki                  | 1155               | 49                          | 42                          | 3      | 2                                                 | 7     | Międzyrzecz         |
| nowosolski                    | 702                | 74                          | 105                         | 4      | 2                                                 | 8     | Nowa Sól            |
| słubicki                      | 1042               | 37,5                        | 36                          | 3      | 1                                                 | 5     | Słubice             |
| strzelecki                    | 1065               | 44,4                        | 42                          | 3      | 1                                                 | 7     | Strzelce Krajeńskie |
| sulechowski                   | 736                | 40                          | 54                          | 3      | 2                                                 | 6     | Sulechów            |
| sulęciński                    | 1118               | 33,8                        | 30                          | 2      | 1                                                 | 6     | Sulęcin             |
| szprotawski                   | 553                | 38,4                        | 70                          | 3      | 2                                                 | 5     | Szprotawa           |
| świebodziński                 | 841                | 42,3                        | 50                          | 1      | 0                                                 | 5     | Świebodzin          |
| wschowski                     | 686                | 35,5                        | 52                          | 3      | 2                                                 | 5     | Wschowa             |
| Zielona Góra (miejski)        | 56                 | 77,4                        | 1395                        | 1      | nd.                                               | nd.   | Zielona Góra        |
| zielonogórski                 | 826                | 32,9                        | 40                          | 1      | 1                                                 | 6     | Zielona Góra        |
| żagański                      | 686                | 46,5                        | 68                          | 3      | 1                                                 | 4     | Żagań               |
| żarski                        | 781                | 59,3                        | 76                          | 2      | 0                                                 | 6     | Żary                |

## Wojewodowie (do 1973 przewodniczący prezydium Wojewódzkiej Rady Narodowej)
- 8 lipca 1950–29 marca 1951 Jan Musiał
- 29 marca 1951–26 kwietnia 1952 Czesław Studnicki
- 26 kwietnia 1952–15 grudnia 1954 Franciszek Grochalski[21]
- 15 grudnia 1954–5 grudnia 1956 Szczepan Jurzak[22]
- 5 grudnia 1956–9 grudnia 1973 Jan Lembas, następnie
- 17 grudnia 1973–31 maja 1975 Jan Lembas, wojewoda zielonogórski[22].